# Kia Qianlima
Kia Qianlima – samochód osobowy klasy miejskiej produkowany pod południowokoreańską marką Kia w latach 2002 – 2006.

## Historia i opis modelu

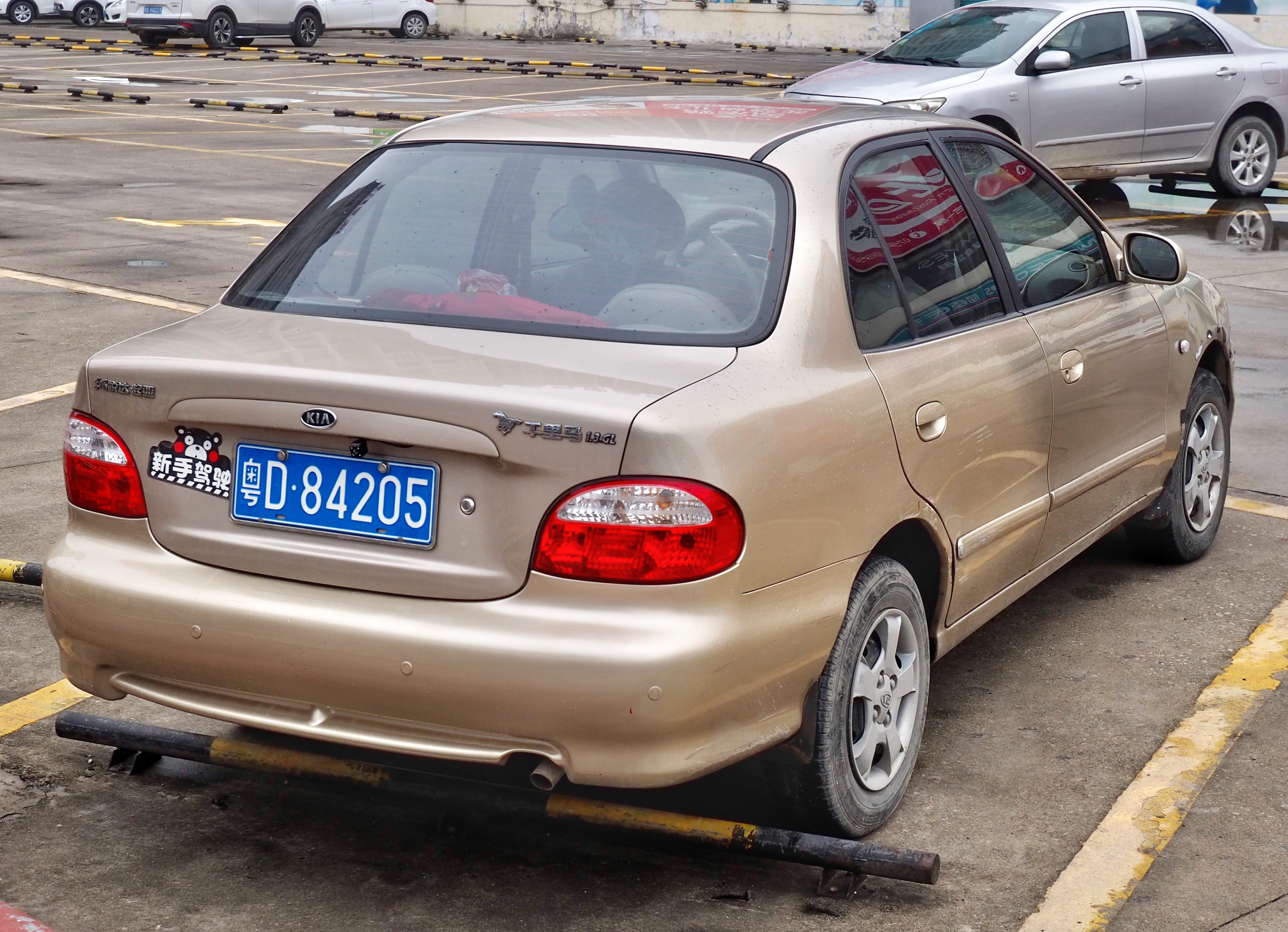
Kia Qianlima - tył

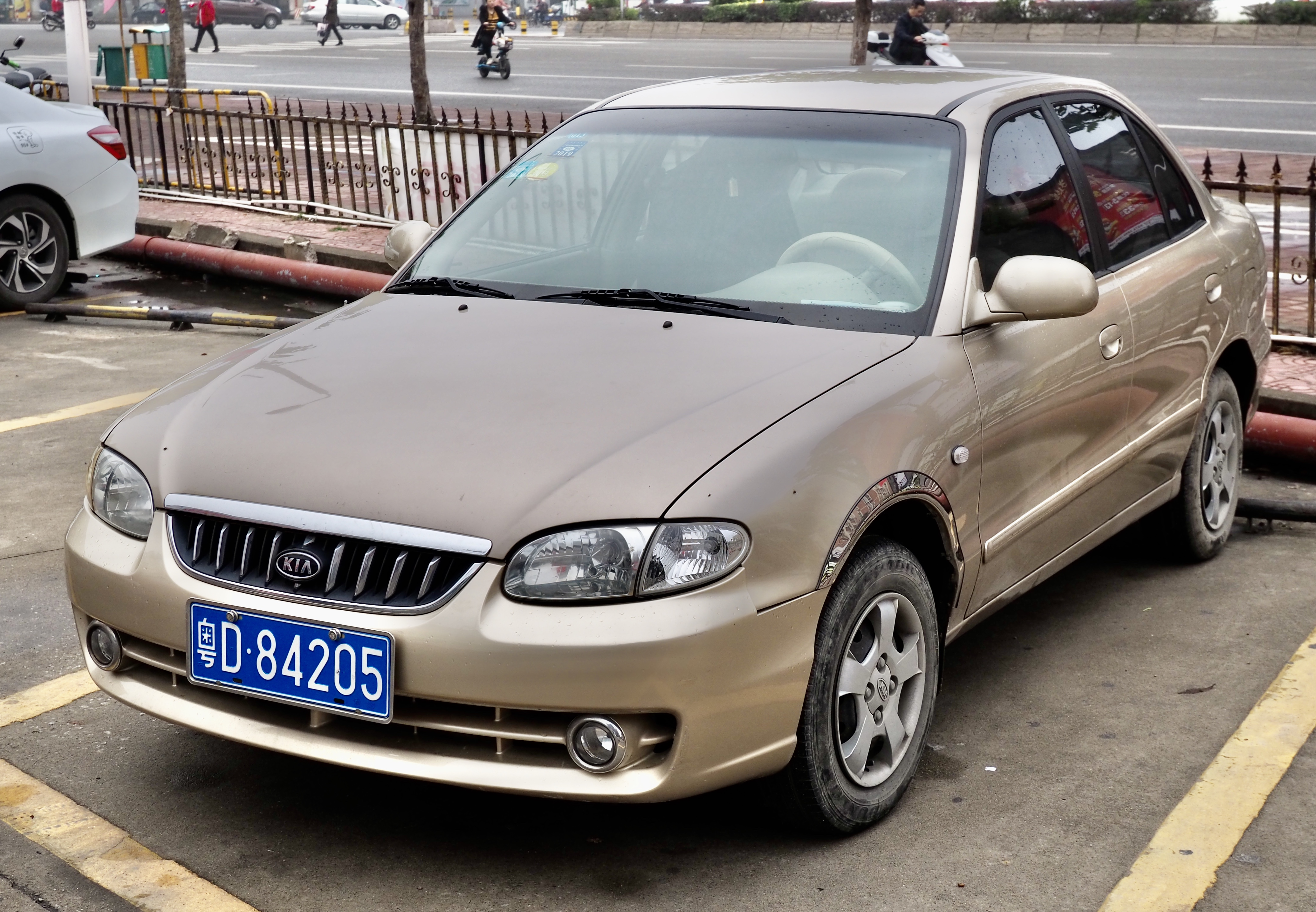
Kia Qianlima po liftingu

Po tym, jak w 2002 roku południowokoreańska Kia zawiązała nowe joint-venture Dongfeng Yueda Kia, jej pierwszym pojazdem dla lokalnego rynku została miejska Qianlima przedstawiona w grudniu 2002 roku.
Samochód powstał jako bliźniaczy wariant wobec produkowanej w latach 1994–1999 pierwszej generacji globalnego modelu Hyundai Accent w wariancie sedan, odróżniając się od niego początkowo jedynie innymi oznaczeniami producenta.

### Lifting
W 2004 roku Kia Qianlima przeszła obszerną restylizację pasa przedniego, która nadała jej bardziej unikalnej stylizacji w stosunku do Hyundaia. Pojazd zyskał dużą, chromowaną atrapę chłodnicy z większym logo producenta.
Produkcja pojazdu zakończyła się w 2006 roku na rzecz produkowanego lokalnie, znanego tym razem z rynków globalnych modelu Kia Rio.

### Silnik
- L4 1.3l 12V
- L4 1.5l 12V